# Sèvres – Lecourbe (stanice metra v Paříži)
Sèvres – Lecourbe je nepřestupní nadzemní stanice pařížského metra na lince 6 v 15. obvodu v Paříži. Nachází se na viaduktu, který vede po Boulevardu Garibaldi.

## Historie
Stanice byla otevřena 24. dubna 1906 jako součást nového úseku Passy ↔ Place d'Italie. V roce 1903 se oddělil od linky 1 úsek počínaje stanicí Étoile a vznikla nová linka 2 Sud (2 Jih), též nazývána Circulaire Sud (Jižní okruh). Tato linka byla právě 24. dubna 1906 rozšířena od stanice Passy po Place d'Italie. 14. října 1907 byla linka 2 Sud zrušena a připojená k lince 5. Dne 12. října 1942 byl celý úsek Étoile ↔ Place d'Italie, a tedy i stanice Sèvres – Lecourbe, opět odpojen od linky 5 a spojen s linkou 6, která tak získala dnešní podobu.

## Název
Původní název stanice zněl Suffren podle Avenue de Suffren. Pierre André de Suffren (1726–1788) se vyznamenal jako velitel eskadry v Indii a Americe v bojích proti Angličanům. Již 15. října 1907 byla stanice přejmenována. Dnešní název se skládá ze dvou částí. Na místě současné stanice stávala brána, kterou vedla silnice do města Sèvres. Dnes se tato ulice jmenuje Rue Lecourbe podle generála Clauda Jacquese Lecourba (1758–1815), který bojoval během Francouzské revoluce a za napoleonských válek. Jejich složením vzniklo jméno stanice.

## Vstupy
Stanice má pouze jeden vchod na Boulevardu Garibaldi naproti domu č. 94.